# Hieronimowo (Polska)
Hieronimowo – wieś w Polsce położona w województwie podlaskim, w powiecie białostockim, w gminie Michałowo. 
Wieś jest siedzibą sołectwa Hieronimowo

## Historia
W XIX wieku wieś należała do Jadwigi Olizarowey z domu Dziekońskiej. Znajdował się w niej pałac zbudowany przez generała Kazimierza Dziekońskiego.

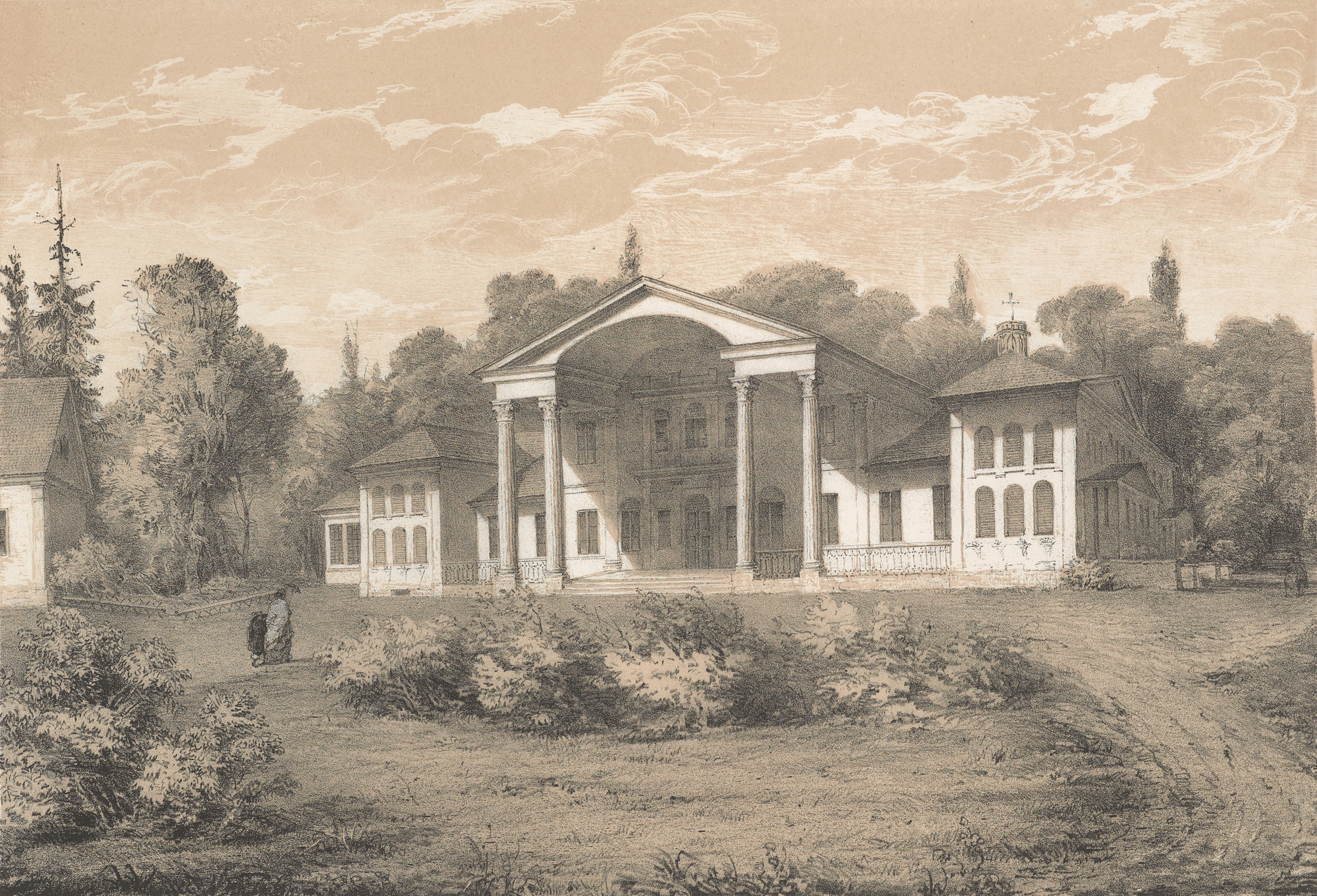
Dwór w 1876 r.
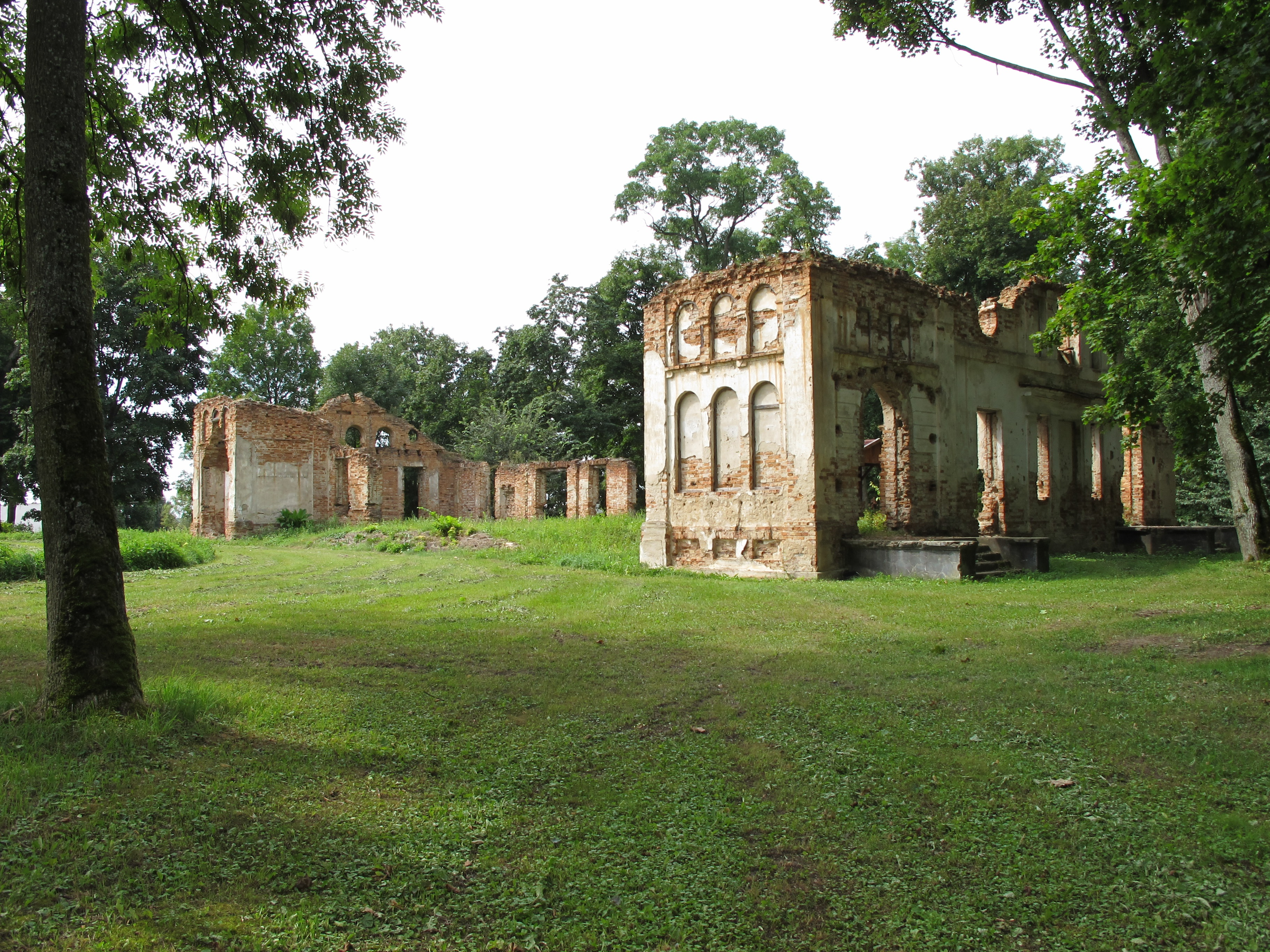
Ruiny dworu
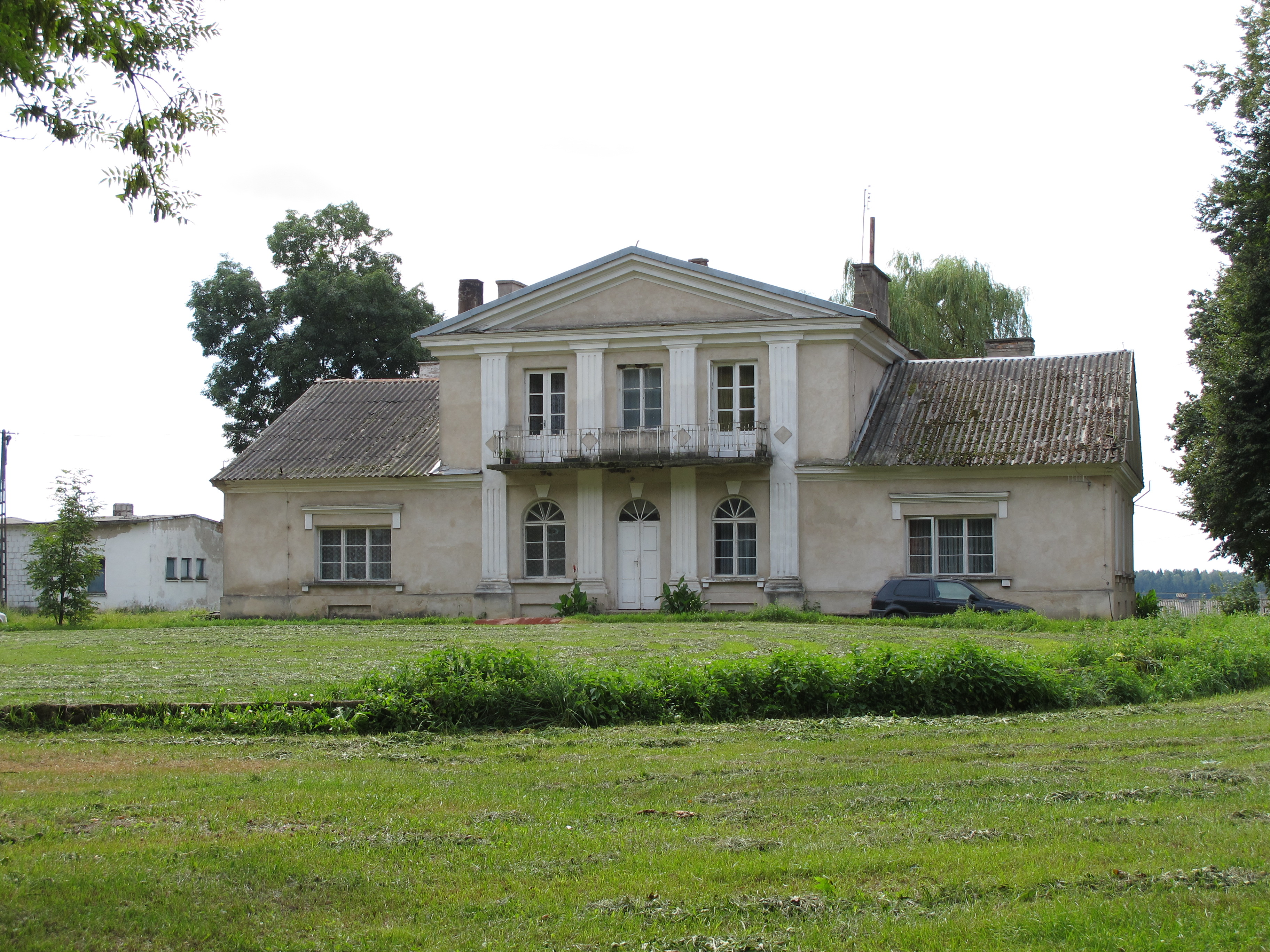
Oficyna

Według Pierwszego Powszechnego Spisu Ludności, przeprowadzonego w 1921 r., miejscowość liczyła 108 mieszkańców (52 kobiety i 56 mężczyzn), zamieszkałych w 8-u domach. Większość jej mieszkańców, w liczbie 59 osób, zadeklarowała wyznanie prawosławne. Pozostali zgłosili kolejno: wyznanie rzymskokatolickie (48 osób) i  wyznanie mojżeszowe (1 osoba). Podział religijny mieszkańców miejscowości pokrywał się z ich strukturą narodowo-etniczną, bowiem 53 osoby zadeklarowały narodowość białoruską, 48 osób polską, 6 osób rosyjską i 1 żydowską. W okresie międzywojennym miejscowość nazywała się Hieronimów i posiadała status wsi folwarcznej.
W latach 1975–1998 miejscowość administracyjnie należała do województwa białostockiego.

## Inne
W strukturze Cerkwi prawosławnej mieszkańcy miejscowości należą do parafii w Nowej Woli, a w strukturze Kościoła rzymskokatolickiego do parafii w Michałowie.

## Zabytki
- zespół dworski, nr rej.: A-420 z 26.11.1958, z 27.11.1958 i z 27.03.1995[10], pałacowo-parkowy - teren prywatny:[11]
  - klasycystyczny dwór Dziekońskich z 1830 r. Obecnie w ruinie[12],
  - park, k. XVIII, zmiany po 1830 r.
  - oficyna, pierwsza połowa XIX w.
  - spichlerz, druga połowa XIX w.